# Zoo Praag

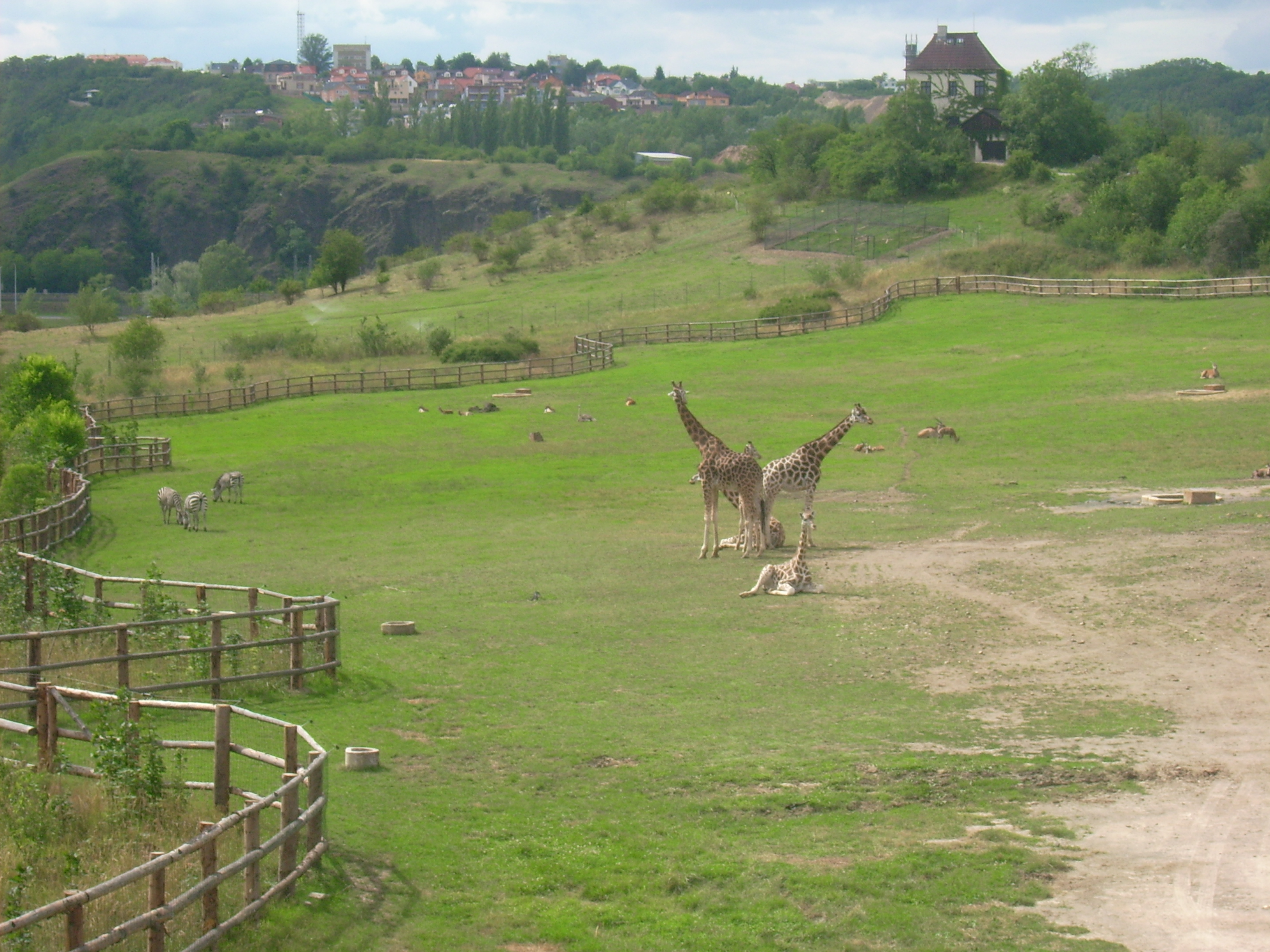
De Afrika-savanne

De Zoo Praag (Tsjechisch: Zoo Praha, voluit: Zoologická zahrada hl. m. Prahy, Dierentuin van de hoofdstad Praag) is een dierentuin in de Tsjechische hoofdstad Praag. Het park werd opgericht in het jaar 1931 in de wijk Troja in het noorden van de stad. De dierentuin heeft een oppervlakte van 60 hectare en herbergt ongeveer 4.600 dieren van 630 verschillende soorten. De Zoo Praag heeft een belangrijk aandeel gehad in het voorkomen van het uitsterven van het przewalskipaard.

## Beschrijving
Het deel van dierentuin langs de oevers van de rivier de Moldau is vlak, maar een groot deel van Zoo Praag is heuvelachtig. In het laaggelegen parkdeel liggen onder meer de verblijven van de primaten, roofvogels, watervogels, het "Pavilon Kočkovitých Šelem" voor katachtigen en het "Pavilon Čambal" voor gavialen. In het heuvelachtige parkdeel liggen met name verblijven voor hoefdieren, evenals "Indonéská Džungle" ("Indonesische Jungle"), een overdekt nagemaakt regenwoud met diverse Zuidoost-Aziatische diersoorten, "Afriká Zblízka" ("Afrika Dichtbij"), een gebouw met Afrikaanse kleine zoogdieren en diverse terraria, en de nieuwe verblijven uit 2013 van de nijlpaarden en Aziatische olifanten. De grote "Africká Savana" ligt buiten het terrein van de eigenlijke dierentuin.
In 2012 bereikte Zoo Praag een recordaantal geboorten. Ook kweekte de dierentuin in dit jaar de diadeemschildpad en roodwanglijstergaai als eerste dierentuin ter wereld.
In 2014 opende een gebouw voor Chinese reuzensalamanders, een van de grootste amfibieën ter wereld. Het park huisvest de grootste collectie van deze bedreigde diersoort in Europa.
In 2020 opende het vernieuwde "Rákosův pavilon" (Rakos-huis), een vogelhuis met onder andere lears ara's. In datzelfde jaar opende tevens het "Darwinův kráter", een gebied gewijd aan de Australische fauna.
Zoo Praag is de enige dierentuin in Europa met bruine hyena's.

## Overstromingen
In augustus 2002 werden de lagere delen van de dierentuin getroffen door een overstroming van de Moldau. Veel gebouwen en verblijven liepen schade op. Een groot aantal dieren kon op tijd worden geëvacueerd, maar onder meer olifantenbul "Kadira" verdronk. Een zeehond ontsnapte en werd later opgevist in Dresden. Het transport terug naar Praag overleefde het dier echter niet. In de jaren na de overstroming vonden diverse renovaties en nieuwbouwprojecten plaats. De "Indonéská Džungle" uit 2004 was hiervan het duurste project. In juni 2013 werd de dierentuin wederom getroffen door een overstroming.

## Fokprogramma's
Het park neemt deel aan meerdere internationale fokprogramma's en coördineert en beheert meerdere stamboeken:
EEP-stamboeken:
- Aasgier
- Ambonese doosschildpad
- Beisa
- Borneose rivierschildpad
- Chinese muntjak
- Dakschildpadden
- Dove varaan
- Edwards' fazant
- Przewalskipaard
- Rosse neushoornvogel
- Senegalgalago
- Seychellenreuzenschildpad

ESB-stamboeken:
- Bonte reuzenschorsrat
- Cabots saterhoen
- Cubaanse boa
- Gaviaal
- Nevelrat
- Reuzenaardschildpad
- Ruitkrokodil
- Tijgerkat

- International Standard Name Identifier: 0000 0000 8633 479X
- Library of Congress Control Number: n50068360
- Nationale Bibliotheek van Tsjechië: ko2012698076
- Système universitaire de documentation: 128121408
- Virtual International Authority File: 124938128